# Артемова Юлія Гіївна
Ю́лія Гі́́ївна Арте́мова (нар. 2 листопада 1985) — українська важкоатлетка. Майстер спорту України міжнародного класу з важкої атлетики.

## З життєпису
Народилась 1985 року. Закінчила Харківський фаховий коледж спорту. Представляла Харківську область. Вихованка тренерів Валерія Нікуліна і Асхата Шаймарданова
Призерка та переможниця чемпіонатів України серед юніорів;
Призерка чемпіонатів Європи -2005, -2007, -2008 років. Здобула бронзову медаль на Чемпіонаті Європи з важкої атлетики 2010 року в категорії до 69 кг.
Чемпіонат світу з важкої атлетики 2011 — посіла 6-ту сходинку.
Учасниця Олімпіади-2012.